# Bayard Mediengruppe Deutschland
Die Bayard Mediengruppe Deutschland war ein deutsches Verlagsunternehmen mit Sitz in Augsburg. Sie bestand aus den Verlagen Bayard Media GmbH & Co. KG, Johann Michael Sailer Verlag GmbH & Co. KG und der Living & More GmbH. Die Gruppe publizierte insgesamt rund 25 periodisch erscheinende Zeitschriftentitel sowie Sonderhefte aus den Bereichen Kinder, Frauen, Eltern, Best Ager, Garten, Wohnen sowie Glauben und Wissen. Die Bayard Mediengruppe war ein Tochterunternehmen von Bayard Presse (Frankreich) und der Roularta Media Group (Belgien) und beschäftigte rund 100 Mitarbeiter an den Standorten Augsburg, Köln und Nürnberg. CEO der Bayard Mediengruppe Deutschland war ab 2008 Horst Ohligschläger.

## Geschichte
Die Bayard Mediengruppe Deutschland wurde 2008 mit der Übernahme des Zeitschriftenportfolios der Verlagsgruppe Weltbild durch Bayard Presse und der Roularta Media Group gegründet. Nach jahrelangen Kooperationen der beiden katholischen Verlagshäuser Bayard Presse und Weltbild entstand somit ein neues Medienunternehmen.
Die Bayard Mediengruppe Deutschland wurde im März 2021 aufgelöst, nachdem die Eigentümer, das belgische Medienunternehmen Roularta Media Group N.V. und die französische Groupe Bayard ihre Zusammenarbeit beendet hatten. Nachfolger der Bayard Media GmbH & Co KG ist der Verlag Roularta Media Deutschland, der als deutsche Zweigniederlassung der Roularta Media Group N.V. am Standort Augsburg mit demselben Team das Verlagsangebot der Bayard Media GmbH & Co KG fortführt. Aus dem Segment der Elternzeitschriften und christlichen Zeitschriften hat sich der Verlag inzwischen zurückgezogen. Im Gegenzug hat er sein Portfolio um Ratgeber-Magazine aus dem Bereich Geld & Finanzen erweitert.

## Verlage

### Bayard Media GmbH & Co. KG
Der Verlag mit Sitz in Augsburg und Redaktionen in Augsburg und Köln war spezialisiert auf die Themenbereiche Eltern, Frauen/Best Ager sowie das Wissenssegment und religiöse Zeitschriften. Bayard Media verlegte folgende Zeitschriften:
- Leben und erziehen (bis 06/2019)
- Hurra, ich bin schwanger (bis 06/2019)
- Elterngeld & Co. (bis 06/2019)
- Gesund essen im ersten Jahr (bis 06/2019)
- Gesundheit, mein Kind! (bis 06/2019)
- Babys richtig fördern (bis 06/2019)
- plus Magazin (bis Ausgabe 1/2009 Lenz)
- Frau im Leben
- Rente & Co.
- G/Geschichte
- Glauben kompakt
- Mit der Familie durch das Kirchenjahr
- Feel the spirit – Dein Guide zur Firmung
- Freunde Jesu – Das Magazin zur Erstkommunion

### Johann Michael Sailer Verlag GmbH & Co. KG
Der Sailer Verlag in Nürnberg gibt seit 1969 Zeitschriften für Kinder, Jugendliche und Erwachsene heraus. Für die Neupositionierung seiner Titel wurde der Sailer Verlag 2006 mit dem Bayerischen Printmedienpreis ausgezeichnet. Im Sailer Verlag erscheinen folgende Zeitschriften:
- Tierfreund
- Stafette
- I Love English
- I Love English Mini
- I Love English Junior
- Benni
- Olli und Molli
- Olli und Molli Vorschule
- Olli und Molli Kindergarten
- Mein Lesespaß
- Wapiti

### Living & More Verlag GmbH
Der Verlag Living & More ist ein Gemeinschaftsunternehmen des OZ Verlags, Rheinfelden (Baden), und Bayard. Er wurde 2001 gegründet und ist mit Periodika und Sonderpublikationen spezialisiert auf die Themenfelder Garten, Wohnen und Dekoration. Der Sitz des Verlags ist Augsburg, die Redaktion befindet sich in Köln. Der Verlag Living & More gibt folgende Zeitschriften heraus:
- Gärtnern leicht gemacht
- Grün – 1000 Ideen für Haus und Garten
- Living & More
- Lea Wohnen
- Country living